# Gle Peuleu Kong
Gle Peuleu Kong är ett berg i Indonesien.   Det ligger i provinsen Aceh, i den västra delen av landet, 1 800 km nordväst om huvudstaden Jakarta. Toppen på Gle Peuleu Kong är 391 meter över havet.
Terrängen runt Gle Peuleu Kong är kuperad åt nordost, men åt sydväst är den platt.Runt Gle Peuleu Kong är det mycket glesbefolkat, med 7 invånare per kvadratkilometer. I omgivningarna runt Gle Peuleu Kong växer i huvudsak städsegrön lövskog.